# Highway 375
Highway 375 is een ep van Magus. Deze ep kwam uit na het kleine succesje dat Magus’ album Traveller had geboekt binnen de niche van de progressieve rock. De titel Highway 375 verwijst naar Nevada State Route 375, die als bijnaam de buitenaardse snelweg kreeg. De weg voerde langs een geheime legerbasis en dat zorgde voor speculaties over UFOs en andere buitenaardse activiteiten.
Ten tijde van dit album bestond Magus maar uit een man, Andrew Robinson, in werkelijkheid Andrew Laitres. De andere tracks verwijzen naar de boekenserie Duin van Frank Herbert. De muziek lijkt op die van Tangerine Dream, Kraftwerk en King Crimson

## Muziek
| Nr. | Titel                                | Duur |
| --- | ------------------------------------ | ---- |
| 1.  | Highway 375                          | 6:09 |
| 2.  | Arrakis-Dune-Desert Planet (Dune)    | 1:50 |
| 3.  | Arrakis-Dune-Desert Planet (Messiah) | 4:37 |
| 4.  | Highway 375 (revisited)              | 5:58 |